# Melody Lane (film, 1941)
Pour les articles homonymes, voir Melody Lane.
Pour plus de détails, voir Fiche technique et Distribution.
Melody Lane est un film musical américain réalisé par Charles Lamont et sorti en 1941.

## Synopsis
Des musiciens originaires de l'Iowa sont recrutés pour un show à la radio à New York.

## Fiche technique
- Réalisation : Charles Lamont
- Scénario : Hugh Wedlock Jr., Howard Snyder, Morton Grant, George Rony d'après une histoire de Bernard Feins
- Producteur : 	Ken Goldsmith
- Photographie : Jerome Ash
- Montage : Otto Ludwig
- Genre : Film musical[2], Comédie[3]
- Production : Universal Pictures
- Distrbuteur : Universal Pictures
- Durée : 60 minutes
- Date de sortie : 9 décembre 1941

## Distribution
- Leon Errol : McKenzie
- Anne Gwynne : Patricia Reynolds
- Robert Paige : Gabe Morgan
- Billy Lenhart : Butch
- Kenneth Brown : Buddy
- Don Douglas : J. Roy Thomas
- Baby Sandy : Sandy
- Louis DaPron : Louis
- Red Stanley : Slim
- Charles Coleman : Mr. Abercrombie
- Will Lee : Mr. Russo
- Tim Ryan : Police Sergeant
- Barbara Brown : Mrs. Stuart
- Bess Flowers : Mrs. Russo (non créditée)